# داميان غريفز
داميان غريفز (بالإنجليزية: Damien Greaves) هو منافس ألعاب قوى بريطاني، ولد في 19 سبتمبر 1977.

## وصلات خارجية
- داميان غريفز على موقع الاتحاد الدولي لألعاب القوى (الإنجليزية)
- داميان غريفز على موقع أوليمبيديا (الإنجليزية)
- داميان غريفز على موقع اتحاد ألعاب الكومنولث (مؤرشف) (الإنجليزية)